# Studentenkruid
Studentenkruid (Bassia scoparia) is een plant uit de Amarantenfamilie.
Studentenkruid wordt ook wel studentenhaver of knuffelplant genoemd. De plant groeit op open en zonnige plekken waarvan de grond vochtig maar doorlatend is. Vaak gaat het om zilte, warme en voedselarme zand- en leembodems, waarvan de zuurgraad neutraal of basisch is. Studentenkruid is eenjarig en kan maar kort op één plek staan. Hij groeit op akkers, bouwgrond, spoor- en haventerreinen, langs wegen waar pekel is gestrooid en op andere ruderale plekken. De lichtgroene C4-plant stamt uit Zuidoost-Europa. Studentenkruid speelt een rol in de traditionele Chinese geneeskunst.

## Verspreiding
De plant wordt in de Lage Landen als siergewas gekweekt en in de vorm van zaad verkocht. Ook komt het zaad onbedoeld mee bij de import van wol en graan. De plant is verwilderd en ingeburgerd op verschillende plaatsen in Nederland. De wind is de belangrijkste bestuiver en verspreider van het zaad, dat minder dan een jaar kiemkrachtig blijft.  
In de oorspronkelijke groeigebieden, de steppen van Zuid-Rusland, rolt de plant over de steppen (stepperoller) en verspreidt zo haar zaden.